# Oude Molen (Oostkerke)
De Oude Molen (ook: Molen Mengé) is een molenrestant in de tot de West-Vlaamse gemeente Damme behorende plaats Oostkerke, gelegen nabij de Zuidbroekstraat.
Het betreft een ronde stenen molen van het type grondzeiler, die fungeerde als korenmolen en oliemolen.

## Geschiedenis
Deze molen werd gebouwd in 1854 en heeft slechts gewerkt tot 1889 en in 1890 werd het wiekenkruis verwijderd. De molen werd tot een woonhuis. In 1920 werden ook de molenstenen verwijderd.
In 1937 werd de molen aangekocht door Joseph van der Elst, Kasteelheer van Oostkerke. Deze bouwde de molenromp om tot uitkijktoren, waartoe een betonnen platform en een reling werd aangebracht. Nadat de molen in de nadagen van de Duitse bezetting (eind 1944) beschadigd was, werd hij hersteld en via een dreef met het kasteeldomein verbonden.
In 2002 werd de molenromp geklasseerd als monument.
- Inventaris van het Bouwkundig Erfgoed (Vlaanderen): 78918